# クーパー原子力発電所
クーパー原子力発電所（英語：Cooper Nuclear Station、略称：CNS）は、アメリカ合衆国ネブラスカ州ネマハ郡ブラウンヴィル近郊にある沸騰水型原子炉 (BWR) タイプの原子力発電所である。1,251エーカー (5.1 km2) あり、ネブラスカ州で最大の発電所である。

## 概要
クーパー原子力発電所は、ネブラスカ電力公社 (NPPD) が所有し運営している。また、エンタジー・ニュークリア社が経営に参加しており、当発電所はアメリカで2番目に大きい原子力発電所である。
施設の名称はフンボルト（ネブラスカ州リチャードソン郡の都市）の住民ガイ・クーパー・ジュニアとガイ・クーパー・シニアの名前からとられた。シニア・クーパーの父である O・A・クーパーが1890年にフンボルトで最初に発電設備を建設し、2人のガイ・クーパーはネブラスカ電力公社とその前身機関の地区の代表を27年間務めた。
クーパー原子力発電所が初めて運転されたのは1974年7月で、約800メガワット (MWe) を発電する。設備はゼネラル・エレクトリック・BMR/4シリーズと、ウェスティングハウス・タービン発電機から成り立つ。設備は Mark I 原子炉格納容器を保有する。
1998年、メガトンをメガワットに計画という、旧ソビエト連邦の核兵器から取り出されたウランを低濃縮ウランに希釈し、その低濃縮ウランを核燃料に転用する計画に基づいて供給されたウランを含む核燃料を装荷した原子力発電所の第一号となった。
2008年9月、ネブラスカ電力公社はアメリカ合衆国原子力規制委員会 (NRC) にクーパー原子力発電所の運転許可の20年間の延長更新を申し込んだ。
2010年11月、クーパー原子力発電所は許可更新を受けた。それはアメリカ合衆国原子力規制委員会から出た60番目の更新免許だった。
エンタジーのサポートサービスについて2029年1月まで延長することを、2010年1月にネブラスカ電力公社と合意した。2003年に締結した最初の契約では2014年1月18日までだった。

## 周囲の人口
アメリカ合衆国原子力規制委員会は、原子力発電所からの周囲に2つの非常事態地域を定めている。半径10マイル (16 km) 圏内をプルトニウム被曝経路とし、空気中の放射能汚染による吸入を懸念としている。半径50マイル (80 km) 圏内を摂取経路とし、放射能によって汚染される食物や液体の摂取を懸念としている。2010年、クーパーの10マイル圏内の人口は 4,414人で、50マイル圏内の人口は 163,610人だった。50マイル圏内の人口には、25マイル (40 km) に位置するネブラスカシティの人口 7,289人を含める。

## 地震の危険
2010年8月に発表されたアメリカ合衆国原子力規制委員会の調査では、原子炉に致命的な損害を引き起こす地震が発生する確率は 142,867分の1 である。

## 出来事
2011年6月19日、ミズーリ川が氾濫し水位が海抜以上899.1フィート (274.04568 m) に達したため、非常事態が宣言された。これはエマージェンシー・アクションレベル HU1.5 となる899フィート (274.0152 m) を越える。その後さらに増水して2011年6月23日には、警告レベルである902フィート (274.9296 m) にせまる900.6フィート (274.50288 m) を記録した
。